# Aiguilles de Chaleux

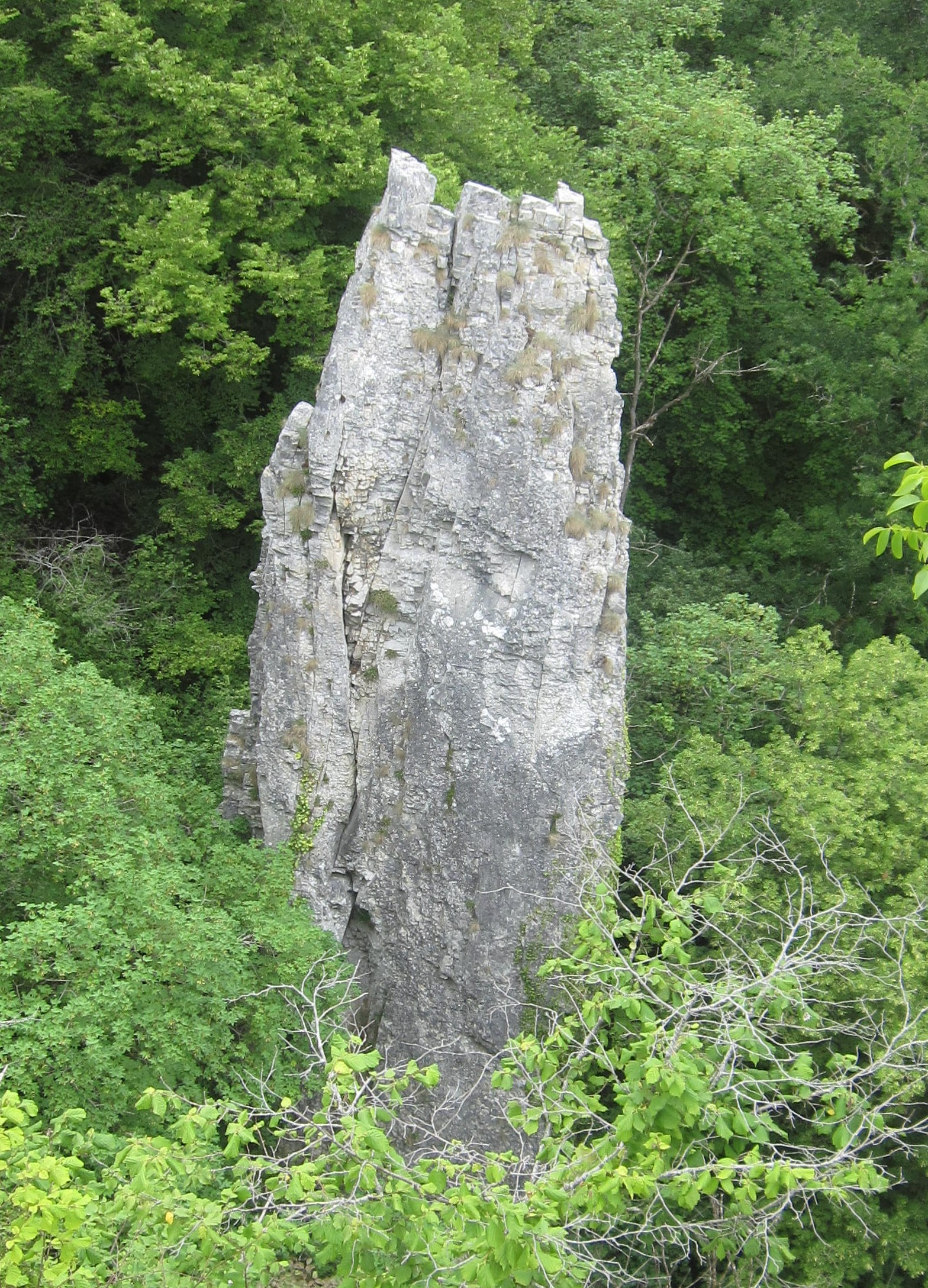
La Roche à la Chandelle.

Les Aiguilles de Chaleux sont des rochers situés en Belgique à Hulsonniaux dans la commune de Houyet (province de Namur) sur la rive droite de la Lesse, un affluent de la Meuse. Les rochers atteignent une hauteur totale d'environ 50 m à 70 m et ont cette particularité que le bas des rochers plonge dans la Lesse.
Elles font partie du Patrimoine immobilier exceptionnel de la Région wallonne depuis 2009.

## Situation et accès
Ces rochers se dressent sur la rive droite de la Lesse, dans la partie concave d'un méandre, entre les villages de Furfooz et de Walzin appartenant à la commune de Dinant.
Ils sont en particulier bien visibles de la rive opposée de la Lesse au niveau du hameau de Chaleux situé au nord du village de Hulsonniaux.
Le haut des rochers est accessible à partir du village de Furfooz et en suivant le GR126 (sentier de grande randonnée 126). La plage en face des rochers est un des points d'arrêt lors de la descente de la Lesse en Kayak.

## Description
Le terme d'aiguilles provient de la forme typique de plusieurs pointements rocheux calcaires du Condroz gris et blancs datant du Tournaisien et du Viséen (entre 330 et 358 millions d'années) formant d’étroites arêtes comme celle nommée Le Chanbiru. La base de ces rochers verticaux est directement longée par la Lesse. Les Aiguilles de Chaleux sont la partie occidentale d'un cirque naturel, le cirque de Chaleux, dont le sommet atteint 210 m d'altitude soit environ 110 m au-dessus du niveau de la rivière et est accessible depuis le village de Furfooz.
Le massif rocheux a été dégagé par l'érosion mettant ainsi en évidence les aiguilles et en particulier la « « roche à la Chandelle » (ou Chandelle). Marcel Nicaise, un des premiers ascensionnistes la décrit ainsi: « La Chandelle est une lame rocheuse de forme extrêmement rare et curieuse. Ne comportant que deux faces et deux arêtes, elle présente l'aspect d'un pan de mur en ruine de 80 cm d'épaisseur, élevant sa crête à 20 m au-dessus du sol. Les faces sont planes et parallèles, l'une étant légèrement surplombante ».

## Histoire
Le peintre Louis-Joseph Ghémar a représenté les aiguilles de Chaleux dans une lithographie de style romantique du milieu du XIXe siècle.
Depuis 1929, l'escalade y est pratiquée. La roche à la Chandelle a été gravie pour la première fois à cette date par Xavier de Grunne, secrétaire général du Club alpin belge. Le roi Albert Ier, son fils Léopold III et son épouse la reine Astrid y ont également pratiqué l'escalade dans les années 1930. En 1943, Haroun Tazieff a fait une chute spectaculaire lors de l'escalade de la roche à la Chandelle. Son escalade est désormais interdite en raison de son instabilité. Un certain nombre de voies d'escalade ont été ouvertes par Octave Van den Struif et son groupe de grimpeurs des Troglodytes après la Seconde Guerre mondiale .

## Flore
On y rencontre quelques espèces rares comme la lunetière lisse (Biscutella laevigata), la laitue vivace (Lactuca perennis) et la fétuque des rochers calcaires (Festuca pallens).

## Escalade
Il existe un certain nombre de voies d'escalade équipées de deux à trois longueurs de corde et de niveau assez difficile à extrêmement difficile. Leur originalité tient à ce que leur tracé se déroule souvent au-dessus du cours de la Lesse. Le rocher est un calcaire assez lisse de bonne qualité.

## Classement
La totalité du site est repris sur la liste du patrimoine immobilier classé de Houyet dans les deux arrêtés des 4 avril 1939 et 29 octobre 1981 ainsi que sur la liste du patrimoine exceptionnel de la Région wallonne depuis 2009. Ces rochers sont aussi repris comme site de grand intérêt biologique,.
 Patrimoine exceptionnel (2009, 2022, no 91072-PEX-0003-04)

D